# Kelleria tasmanica
Kelleria tasmanica är en tibastväxtart som först beskrevs av Joseph Dalton Hooker, och fick sitt nu gällande namn av Domke. Kelleria tasmanica ingår i släktet Kelleria och familjen tibastväxter. Inga underarter finns listade i Catalogue of Life.